# Pantanal Linhas Aéreas
Pantanal Linhas Aéreas S.A. war eine brasilianische Regionalfluggesellschaft. Sie wurde am 21. Dezember 2009 von der TAM Linhas Aéreas übernommen und am 23. August 2013 vollständig in die LATAM Airlines Group integriert.

## Geschichte
Die Fluggesellschaft wurde am 12. April 1993 in Campo Grande, Brasilien eröffnet und nahm am gleichen Tag den Flugbetrieb auf. Sie wurde 1992 nach teilweiser Aufhebung beschränkender Bestimmungen gegründet. Die Gesellschaft wurde das erste brasilianische Flugunternehmen, welche die ATR 42-Maschine im Dezember 1993 vorstellte. Im Jahre 1995 gewann die Gesellschaft eine Zulassung für die Beförderung von Mitarbeitern der Firma Petrobras und Fracht über die Amazonas-Region.
TAM Linhas Aéreas übernahm Pantanal Linhas Aéreas am 21. Dezember 2009. Zu diesem Zeitpunkt entschied sich TAM dazu, Pantanal als eigenständige Airline innerhalb der TAM Group zu führen, welche in das Netzwerk eingebunden wurde. Allerdings wurden ab 1. August 2011 alle Pantanal-Flüge im Namen von TAM durchgeführt.
2010 wurde der IATA-Code von Pantanal Linhas Aéreas von P8 zu GP geändert. Laut der National Civil Aviation Agency of Brazil hatte Pantanal im August 2010 einen Marktanteil von 0,20 Prozent am inländischen Flugverkehr inne, bezogen auf die Anzahl an Passagieren pro geflogenem Kilometer. Seit September 2010 tauchte Pantanal nicht mehr eigenständig in Statistiken auf und die Daten wurden mit denen der TAM Group zusammengeführt, welche TAM Airlines und Pantanal Linhas Aéreas umfasst. Zwischen Januar und Dezember 2012 hatte die TAM Group 40,79 Prozent des Inlandsmarktanteils und 89,44 Prozent Anteil an internationalen Flügen, bezogen auf die Anzahl an Passagieren pro geflogenem Kilometer.

## Flugziele
Pantanal Linhas Aéreas bediente am Ende 19 Ziele, überwiegend im Südosten Brasiliens. Die Basen der Gesellschaft waren die beiden Flughäfen São Paulos, Congonhas und Guarulhos. Angeflogen wurden beispielsweise Belo Horizonte, Porto Alegre und Salvador da Bahia.

## Flotte

### Ehemalige Flugzeugtypen
In der Vergangenheit betrieb Pantanal Linhas Aéreas Flugzeuge der Typen:
- Airbus A319
- ATR 42
- Beechcraft 1900
- Embraer EMB 120

## Zwischenfälle

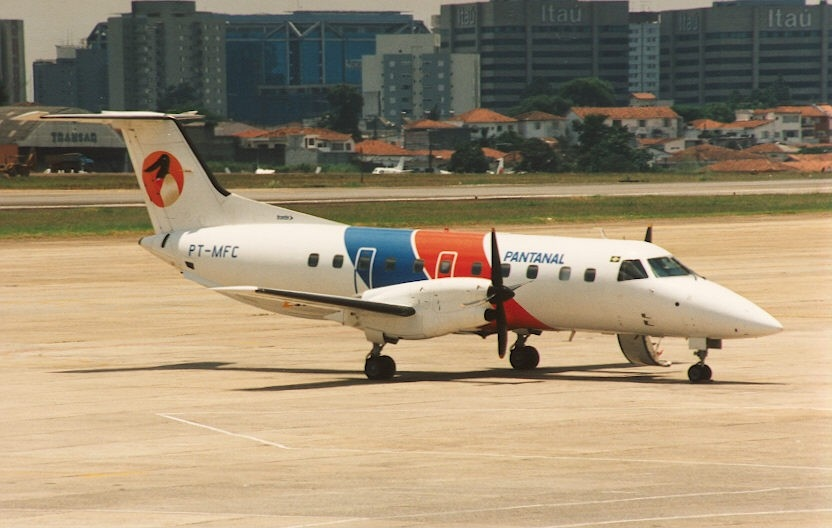
Die am 3. März 1997 verunglückte Embraer EMB 120 (Kennzeichen PT-MFC)

Die Gesellschaft verzeichnete in ihrer Geschichte drei Zwischenfälle, bei denen die Flugzeuge abgeschrieben werden mussten, aber ohne Todesfolgen:
- Am 3. März 1997 verunglückte eine Embraer EMB 120 (Kennzeichen PT-MFC) im Landeanflug auf den Flughafen Vilhena. Das Flugzeug wurde vom Ersten Offizier geflogen, der sich in Ausbildung befand. Der Copilot konzentrierte sich im Anflug auf den Künstlichen Horizont, ohne auf die Höhe zu achten, während der Kommandant und Ausbilder nach dem Flughafen Ausschau hielt. Wegen eines Stromausfalls war die Stadt Vilhena aber unsichtbar in der Nacht. Das Flugzeug stürzte einen Kilometer vor der Landebahn in Bäume und im linken Motor brach ein Feuer aus, das sich auf das gesamte Flugzeug ausdehnte. Alle 16 Personen an Bord des Flugzeuges konnten sich retten.[7]

- Am 16. März 1999 verunglückte eine ATR 42-300 (Kennzeichen PT-MFI) mit 14 Personen an Bord im Landeanflug auf den Flughafen Mucuri, als ein Feuer in einem Motor ausbrach. Die Besatzung konnte die ATR 42 sicher landen, aber das Flugzeug wurde durch das sich ausbreitende Feuer irreparabel beschädigt, bevor die Feuerwehr das Feuer unter Kontrolle brachte. Alle Insassen konnten die Maschine sicher verlassen.[8]

- Am 16. Juli 2007 verunglückte eine weitere ATR 42-300 (Kennzeichen PT-MFK) mit 25 Personen an Bord bei der Landung auf dem Flughafen São Paulo-Congonhas, wo die ATR 42 nach einer Seite gierte und von der Landebahn abkam. Während alle Personen an Bord überlebten, wurde das Flugzeug irreparabel beschädigt.[9]